# Ши цзин

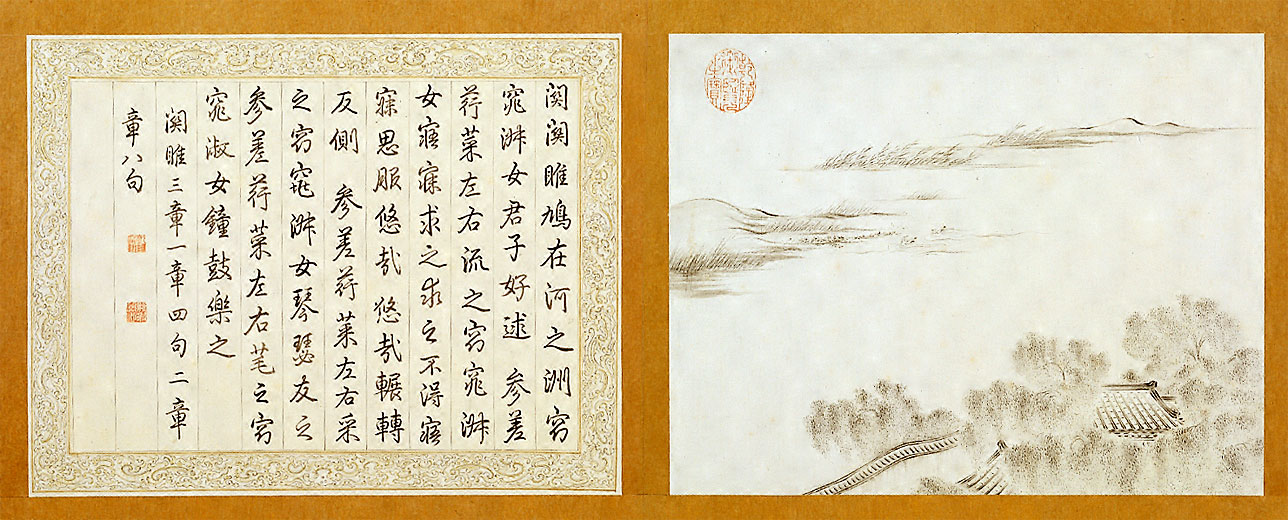
Первая песня из «Канона стихов», написанная от руки императором Хун-ли (1711-1799), с иллюстрацией

«Ши цзин» (кит. трад. 詩經, упр. 诗经, пиньинь Shī Jīng, буквально: «Канон стихов») — один из древнейших памятников китайской литературы, уникальный источник информации о языке, идеологии, этике и традициях различных регионов древнего Китая, сопоставимый по значимости и стилистике с древнеиранской Авестой. Включен в канонический сборник конфуцианских текстов У-цзин.

## Содержание и стилистика
В классическом виде содержит 305 народных и придворных песен и стихотворений различных жанров, созданных в XI—VI вв. до н. э. и отражающих многообразные явления духовной и социальной жизни; отбор и редакция произведений приписывается Конфуцию. Лунь юй вкладывает в уста Конфуция призыв изучать «Ши цзин» как источник знаний о природе и обществе.
«Ши цзин» подразделяется на четыре по сути не связанные друг с другом части:
- «Нравы царств» (кит. трад. 國風, упр. 国风, пиньинь Guó fēng);
- «Малые оды» (кит. 小雅, пиньинь Xiǎo yǎ);
- «Великие оды» (кит. 大雅, пиньинь Dàyǎ);
- «Гимны» (кит. трад. 頌, упр. 颂, пиньинь Sòng).

В сравнении с литературой Воюющих Царств заметна архаичность языка «Канона стихов». Цзо чжуань, Шан шу указывают, что она была широко распространена в среде образованной элиты. Песни цитировались как признак принадлежности к китайскому культурному кругу. Археологические находки XX в. обнаружили фрагменты песен в альтернативной записи, не затронутой реформой письменности раннеимперского периода: при вариативности графики, цитаты демонстрируют строгое фонетическое единство. Это указывает на то, что песни циркулировали прежде всего в устной форме.
Подсчитано, что «Ши цзин» в его современном виде содержит 100 названий трав, 54 - прочих растений, 38 названий птиц, 27 — животных, 41 — рыб и насекомых.
В этом тексте впервые встречаются иероглифы инь 陰 и ян 陽, однако используются лишь для описания солнечной и теневой стороны горы.

## Использование
Произведения из «Канона стихов» использовались как в древнейшем, так и в классическом образовании. Летопись «Цзо чжуань» даёт примеры её функционирования в качестве арсенала образности в дипломатических переговорах; исполнение тех или иных произведений, вошедших в сборник, могло стать политическим и ритуальным жестом.
Комментаторская традиция приписывает каждой из песен те или иные исторические обстоятельства создания, сопряженные с морализаторской оценкой (напр., кит. трад. 鶉之奔奔, упр. 鹑之奔奔, пиньинь chún zhī bēn bēn, палл. чунь чжи бэнь бэнь, буквально: «полёт перепела», вложенная в уста И Цзян zh:夷姜, VII в. до н.э.)

## Интерпретации
Исключительный статус песен-ши, в сочетании с их архаизмом, продиктовал необходимость возникновения ранних комментариев: они получили название «трёх школ» (кит. трад. 詩三家, упр. 诗三家, пиньинь shī sānjiā, палл. ши саньцзя): Лу, Ци и Хань. Позднее они были вытеснены комментарием Мао, который получил статус ортодоксии.
Комментаторская традиция Мао относится к деятельности Мао Хэна и Мао Цзяна. Интерпретации, сделанные ими лично либо их последователями были отредактированы Кун Инда (VII в.) и опубликованы в виде сборника Маоши чжэн и (кит. трад. 毛詩正義, упр. 毛诗正义, пиньинь Máo shī zhèngyì).

## Переводы
На русский язык «Канон стихов» полностью переводил А. А. Штукин. В конце 1960-х гг. для «Библиотеки всемирной литературы» подготовлен был сокращённый перевод В. Б. Микушевича, сделанный с немецкого издания . Автором одного из известных на Западе поэтических переводов Ши цзина на английский язык является Эзра Паунд. На немецком языке известен по переложению Фридриха Рюккерта под названием «Ши-Кинг» (нем. Schi-King, 1833).